# Veenwortel
Veenwortel (Persicaria amphibia, basioniem: Polygonum amphibium) is een plant uit de duizendknoopfamilie (Polygonaceae). De stengels en bladeren van de waterplant drijven op het oppervlak van stilstaand tot langzaam stromend water.
Er bestaan ook landvormen die rechtopstaande stengels hebben en 30–70 cm lang worden. In dit geval zijn de bladeren wat korter gesteeld en zijn blad en ochrea behaard.
Bij de watervorm zijn deze onbehaard. Bij de watervorm van de veenwortel zijn de bladeren langgesteeld, langwerpig tot lancetvormig en hebben een hartvormige voet. De landvorm heeft kortgesteelde bladeren die lancetvormig zijn. De stengelomvattende, vliezige steunblaadjes zijn vergroeid tot een tuitje.
Veenwortel bloeit in dichte aren, die 2–4 cm lang worden. De bloeiperiode loopt van juni tot oktober. De bloemen zijn roze/rood of roze/wit. Ze hebben vijf meeldraden en twee stijlen. De vruchten van de veenwortel zijn (indien aanwezig) glazend, bruin en hebben de vorm van een ei. Meestal draagt de plant geen vruchten.

## Ecologie
Veenwortel groeit in eutrofe milieus, zowel op het land als in het water.